# سكاي برايم للخدمات الجوية
سكاي برايم للخدمات الجوية (Sky Prime Aviation Services) هي شركة طيران عارض خاصة، مقرها في الرياض، السعودية تقوم بتشغيل خدمات الطيران العارض المحلية والدولية المستأجرة، إلى جانب الشركة الأم ألفا ستار . قاعدته الرئيسية هي مطار الملك خالد الدولي.

## الأسطول

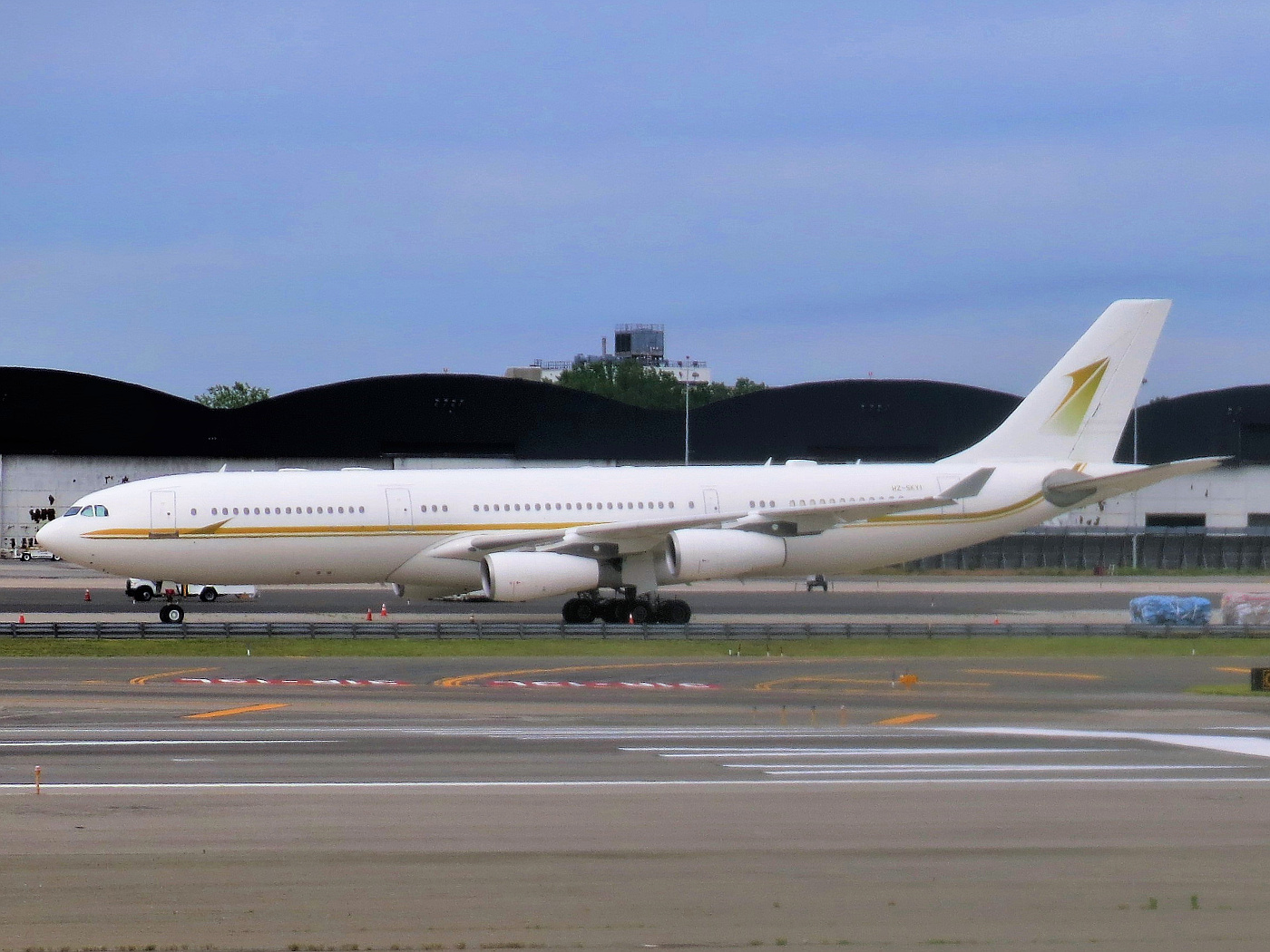
.كانت طائرة سكاي برايم إيرباص إيه 340-200 متوقفة في موقف بعيد في مطار جون إف كينيدي الدولي في يونيو 2017.

يتكون أسطول سكاي برايم من الطائرة التالية (اعتبارًا من أبريل 2018):

## وصلات خارجية
- سكاي برايم للخدمات الجوية نسخة محفوظة 5 مارس 2019 على موقع واي باك مشين.